# 崔迪
崔迪（1982年—），吉林双辽人，華語流行樂曲作者。2020年7月30日，發行首張個人唱作專輯《Trady 1.0》。2021年，提名第13屆華語金曲獎“年度最佳國語女新人獎”。

## 演藝經歷
2017年12月，為張靚穎譜曲創作的歌曲《紅薔薇》發行。
2019年12月，為張韶涵譜曲創作的歌曲《我》發行。
2020年7月30日，發行首張個人唱作專輯《Trady 1.0》。
2021年10月29日，参加第31屆世界大學生夏季運動會青春歌會，表演歌曲《Dare to Live》。12月23日，提名第13屆華語金曲獎“年度最佳國語女新人獎”。

## 得獎與提名
| 頒獎典禮/機構      | 年份 | 提名/作品   | 類別                 | 結果 | 來源   |
| ------------------ | ---- | ----------- | -------------------- | ---- | ------ |
| 華語金曲獎         | 2021 | Trady 1.0   | 年度最佳國語女新人獎 | 提名 | [ 1 ]  |
| 華人歌曲音樂盛典   | 2018 | 我          | 年度金曲獎           | 獲獎 | [ 3 ]  |
| 東方風雲榜         | 2013 | 好不容易    | 年度十大金曲獎       | 獲獎 | [ 4 ]  |
| 東方風雲榜         | 2018 | 我          | 年度十大金曲獎       | 獲獎 | [ 5 ]  |
| 音樂盛典咪咕匯     | 2016 | 我的夢      | 年度十大金曲獎       | 獲獎 | [ 6 ]  |
| 城市至尊音樂榜     | 2016 | 我的夢      | 年度二十大金曲獎     | 獲獎 | [ 7 ]  |
| 中國TOP排行榜      | 2014 | 心火        | 年度金曲獎           | 獲獎 | [ 8 ]  |
| 中國歌曲排行榜     | 2012 | 好不容易    | 年度最佳作曲獎       | 提名 | [ 9 ]  |
| 中國歌曲排行榜     | 2012 | 好不容易    | 年度金曲獎           | 獲獎 | [ 10 ] |
| 全球華語歌曲排行榜 | 2012 | 好不容易    | 年度二十大金曲獎     | 獲獎 | [ 11 ] |
| 中國戲劇文化獎     | 2011 | 羅絲湖      | 音樂設計獎金獎       | 獲獎 | [ 12 ] |
| 中國原創音樂流行榜 | 2008 | Dream Party | 金曲奖               | 獲獎 | [ 13 ] |
| 9+2音樂先鋒榜      | 2006 | 光芒        | 年度十大先鋒金曲獎   | 獲獎 | [ 14 ] |